# Pierre Casiraghi
Pierre Rainier Stefano Casiraghi (* 5. September 1987) ist das jüngste der drei Kinder von Caroline von Monaco und ihrem zweiten Ehemann, Stefano Casiraghi. Seine Großeltern mütterlicherseits waren Rainier III. von Monaco und die amerikanische Schauspielerin Grace Kelly (Fürstin Gracia Patricia von Monaco). Casiraghi ist zurzeit der Achte in der Thronfolge Monacos und kommt damit hinter seinem Cousin, Erbprinz Jacques, dessen Zwillingsschwester, Prinzessin Gabriella, sowie seiner Mutter Caroline, seinem Bruder Andrea, den Neffen Alexandre und Maximillian Casiraghi sowie seiner Nichte India Casiraghi.

## Frühes Leben und Bildung
Casiraghi wurde am 5. September 1987 im Centre Hospitalier Princesse-Grace in Monaco geboren. Er ist nach seinem mütterlichen Urgroßvater, Prinz Pierre, Herzog von Valentinois, seinem mütterlichen Großvater, Fürst Rainier III., und seinem Vater benannt. Seine Paten sind sein Onkel, Fürst Albert II., und Laura Sabatini Casiraghi, die Frau seines Onkels Daniele. Casiraghi war bei dem tödlichen Bootsunfall seines Vaters am 3. Oktober 1990 drei Jahre alt. Nach dem Tod des Vaters verbrachte er einige Jahre im Landhaus seiner Mutter bei Saint-Rémy-de-Provence.
Nach der Heirat Carolines mit Ernst August Prinz von Hannover zog die Familie nach Fontainebleau, um näher an Paris und London zu sein, wo Ernst August lebte. Es wird angenommen, dass Casiraghi im Sommer 2005 das französische Abitur bestand, da er kurz darauf ein Hochschulstudium aufnahm. Ein Jahr später zog er nach Mailand, um einen dreijährigen Bachelor-Studiengang in International Economics and Management an der Università Commerciale Luigi Bocconi zu belegen. Neben Französisch spricht Casiraghi Italienisch, Englisch und Deutsch. Er spielt Saxophon.

## Humanitäre und geschäftliche Aktivitäten
Vom 30. Januar bis 13. Februar 2007 begleitete Casiraghi seine Mutter, Prinzessin Caroline, auf einer humanitären Reise durch Afrika. Auf dieser Reise, die Caroline in ihrer Rolle als Präsidentin der Kinderhilfsorganisation AMADE Mondiale durchführte, besuchten sie Niger, Burundi, die Demokratische Republik Kongo und Südafrika.
Im Juni 2009 wurde Casiraghi Mehrheitsaktionär des in Monaco ansässigen Bauunternehmens Engeco, das sein Vater 1984 gegründet hatte. Sein Onkel Marco blieb in der Position des Präsidenten von Engeco. Casiraghi ist auch Mehrheitsaktionär von Monacair.
Er ist Mitglied des Verwaltungsausschusses des Yacht Club de Monaco. In dieser Eigenschaft sponserte er das Wohltätigkeitsrennen Sail for a Cause, das von seiner Cousine, Léticia de Massy, über ihr soziales Netzwerk LeSpot organisiert wurde, um zwei Wohltätigkeitsorganisationen zu unterstützen, Monaco Collectif Humanitaire, das rund um die Welt Operationen für Kinder unterstützt, und Maison Notre Dame de Paix im Tschad, das Migranten hilft.
Im Jahr 2011 wurde Casiraghi zum Ehrenmitglied der Jeune Chambre Economique de Monaco (JCEM) ernannt.

## Segelsport
Casiraghi nimmt auch an Segelregatten teil. Im Januar 2014 gehörte er zum Maserati-Team bei der Cape2Rio-Regatta. Sein Team beendete die Reise von Kapstadt nach Rio in einer Rekordzeit von zehn Tagen, elf Stunden, 29 Minuten und 57 Sekunden. Casiraghi war Crewmitglied der Monaco Racing Fleet unter der Leitung von Tommaso Chieffi, der bei der Ausgabe 2013 der Palermo-Monte-Carlo-Regatta als erster die Ziellinie überquerte. Casiraghi und die Monaco Racing Fleet gewannen auch die zehnte Auflage des Palmero-Monte-Carlo-Rennens im August 2014. Casiraghi war als Crewmitglied an Bord, als die Esimit Europa 2 im Juni 2014 den Giraglia Rolex Cup gewann.
Casiraghi ist der Gründer des Teams Malizia, dessen Crew bei der jährlichen GC32 Racing Tour die Yacht Malizia segelt. Das Team leitet seinen Namen von il malizio (deutsch der Listige) ab, dem Beinamen von Casiraghis mittelalterlichem Vorfahren, Francesco Grimaldi di Monaco.
Im August 2017 schloss sich Casiraghi mit Boris Herrmann zusammen, um am Fastnet Race teilzunehmen. Von Cowes über Irland bis nach Devon beendeten sie das Rennen als Dritte.
Mit Herrmann begleitete Pierre Casiraghi im August 2019 den Segeltörn von Greta Thunberg und Svante Thunberg auf der Malizia II über den Atlantik, um der Klimaschutzaktivistin eine klimaneutrale Überfahrt zur Teilnahme an den jährlichen Gesprächen der Klimarahmenkonvention der Vereinten Nationen zu ermöglichen.

## Autorennen
Casiraghi ist fester Bestandteil der Rallye Monte Carlo, einem Oldtimer-Rennen, das jedes Jahr im Januar stattfindet. Im Mai 2014 nahm er erstmals beim Volkswagen Scirocco R-Cup in Hockenheim an einem professionellen Autorennen teil. Er belegte im ersten Rennen den 22. und im zweiten Rennen den 20. Platz. Casiraghi sagte, dass er von einem Freund seiner Familie, der Rennfahrer-Legende Jacky Ickx, ermutigt worden sei, das Rennen zu fahren.

## Persönliches
Pierre Casiraghi heiratete am 25. Juli 2015 standesamtlich in den Gärten des fürstlichen Palastes von Monaco die Journalistin Beatrice Borromeo, mit der er seit Mai 2008 liiert war. Die kirchliche Trauung fand am 1. August 2015 auf der Isola Bella (Lago Maggiore), einer der Borromäischen Inseln, statt. Unter den Hochzeitsgästen waren John Elkann, Lapo Elkann und Diane von Fürstenberg. Das erste aus dieser Verbindung hervorgegangene Kind, Stefano Ercole Carlo, wurde am 28. Februar 2017 geboren. Das zweite Kind, Francesco Carlo Albert, kam am 21. Mai 2018 zur Welt.